# CNBC世界台
CNBC世界台（CNBC World）是美國的一個付費經濟新聞電視頻道，由NBC環球新聞集團運營。該頻道的節目取自於CNBC歐洲台、CNBC亞洲台及其它CNBC在世界各地頻道的內容。CNBC世界台自2001年7月1日開始播出。

## 外部連結
- 官方网站